# ماركام
ماركام (بالإنجليزية: Markham)‏ وهي بلدة تقع في محافظة يورك في مقاطعة أونتاريو الكندية. وتقع في شمال تورونتو وتابع تعداد نفوس تورونتو. ورغم أن هذه البلدة مؤهلة بالنسبة لعدد السكان لأن تعتبر مدينة، إلا أنها لم تعط هذا الاسم رسميا، وتحتفظ بلقب بلدة، وهي من أسرع البلدات في النمو في كندا.
وتعتبر رابع أكبر بلدة أو مدينة في منطقة تورونتو الكبرى، بعد تورونتو وميسيسوجا (بالإنجليزية: Mississauga)‏ وبرامتون (بالإنجليزية: Brampton)‏، وهي تضم العديد من المرافق. وهي تعتبر عاصمة التكنولوجيا العالية في كندا وتضم فروعاً للعديد من الشركات المهمة مثل آي بي أم وموتورولا وتوشيبا وألكاتل و صن ميكروسيستمز وأبل وأمركن إكسبرس، وتضم المركز الرئيسي لشركة إيه تي أي (وهي الآن تعتبر فرعاً من شركة إيه أم دي).

## توأمة
لماركام اتفاقيات توأمة مع كل من:
- نوردلينغن
- كاري

## أعلام
- مات كوتس
- أيدان دانيلز
- جيف سكينر
- توني رومان
- بولا برانساتا
- تامي ساتون براون
- إيرل كوك